# Make a Wave
"Make a Wave" är en sång framförd av Demi Lovato och Joe Jonas för Disney's Friends for Change, en välgörenhetsgrupp formad av Disney för deras "Friends for Change" kampanj. Sången skrevs av Scott Krippayne och Jeff Peabody, samma team som skrev Jordin Sparks' sång "This Is My Now" för American Idol. "Make A Wave" introducerades och framfördes vid Walt Disney World Resort i Florida.

## Bakgrund
Sången debuterade den 26 februari 2010 på Radio Disney, och placerade sig så högt som #4 på Top 30 Countdown. Musikvideon hade sin världspremiär på Disney Channel den 14 mars och lanserades online följande dag på Disney.com. "Make a Wave" fanns tillgänglig den 15 mars på iTunes, med alla intäkter donerade till miljöorganisationer genom Disney Worldwide Conservation Fund (DWCF). Sången marknadsförde även miljöfilmen "OCEANS", som hade biopremiär den 22 april 2010 (Earth Day). Sången topplacerades som #84 på Billboard Hot 100.

## Låtlista
- Digital Download

1. "Make a Wave" – 3:48
2. "Make a Wave" (Instrumental) – 3:48

## Prestation på topplistorna
Sången topplacerades som #84 på Billboard Hot 100, vilket var betydligt sämre än "Send It On" som förtjänade sig en topplacering som #20. Dock så var sången en succé på Radio Disney's Top 30 Countdown, men förlorade även där mot "Send It On". Av alla Demi Lovato's marknadsföringssinglar, så var "Make a Wave" hens högst placerade.

### Topplistor
| Lista (2010)                  | Peak position |
| ----------------------------- | ------------- |
| Billboard Hot 100             | 84            |
| Radio Disney Top 30 Countdown | 4             |